# Липовский, Давид Евсеевич
Давид Евсеевич Липовский (10 июня 1920, Василевичи, Гомельская губерния — 7 марта 1985, Харьков) — советский учёный в области механики летающих аппаратов. Доктор технических наук (1966), профессор (1966).

## Биография
Учился в Белорусском (Минск, 1938—1941) и Среднеазиатском (Ташкент, 1941—1942) университетах. В 1941 году призван в вооруженные силы. Окончил в 1946 году Ленинградскую военно-воздушную инженерную академию, где и работал в дальнейшем. В 1950 году защитил диссертацию на соискание учёной степени кандидата технических наук. В 1950—1973 годах работал на кафедре конструкции и прочности самолётов в Харьковском высшем авиационном инженерном училище. В 1973—1985 годах — профессор кафедры металлических и деревянных конструкций Харьковского инженерно-строительного института. Полковник (1961). Награждён орденом и 7 медалями.

## Научные работы
- «Оптимальные параметры ротора геликоптера с реактивным приводом» // Тр. Ленингр. военно-воздуш. инж. академии. 1949. № 23;
- «Конструкция летательных аппаратов». Москва, 1963 (соавтор);[источник не указан 2192 дня]
- «Продольно-поперечный изгиб каркасированных круговых цилиндрических оболочек» // Изв. вузов. Авиац. техника. 1963. № 1 (соавтор);
- «Исследование возможных упрощений уравнений напряженного состояния и устойчивости цилиндрических оболочек» // Инж. журн. 1965. Т. 5, вып. 3;
- Параметрический резонанс цилиндрических оболочек с искривленными образующими // Изв. вузов. Авиац. техника. — 1969. — № 12. — С. 40.